# Jalhay
Jalhay es una comuna de la región de Valonia, en la provincia de Lieja, Bélgica. A 1 de enero de 2019 tenía una población estimada de 8585 habitantes.
Se encuentra ubicada al este del país, cerca del río Mosa y del macizo de las Ardenas.

## Geografía
Se encuentra ubicada al este del país, en la región natural Hautes Fagnes y cerca del macizo de las Ardenas.

### Secciones del municipio
El municipio comprende los antiguos municipios, que se fusionaron en 1977:
| - Jalhay - Sart-lez-Spa |

### Pueblos y aldeas del municipio
Surister, Herbiester, Foyr, Charneux, Solwaster, Arbespine, Tiège, Royompré, Neufmarteau, Bolimpont, Gospinal, Bois de Mariomont, Bansions, Croupet-du-Moulin, Cockaifagne, Vervierfontaine, Odimont, Géronfosse, Wayai, Nivezé y Balmoral.

### Galería

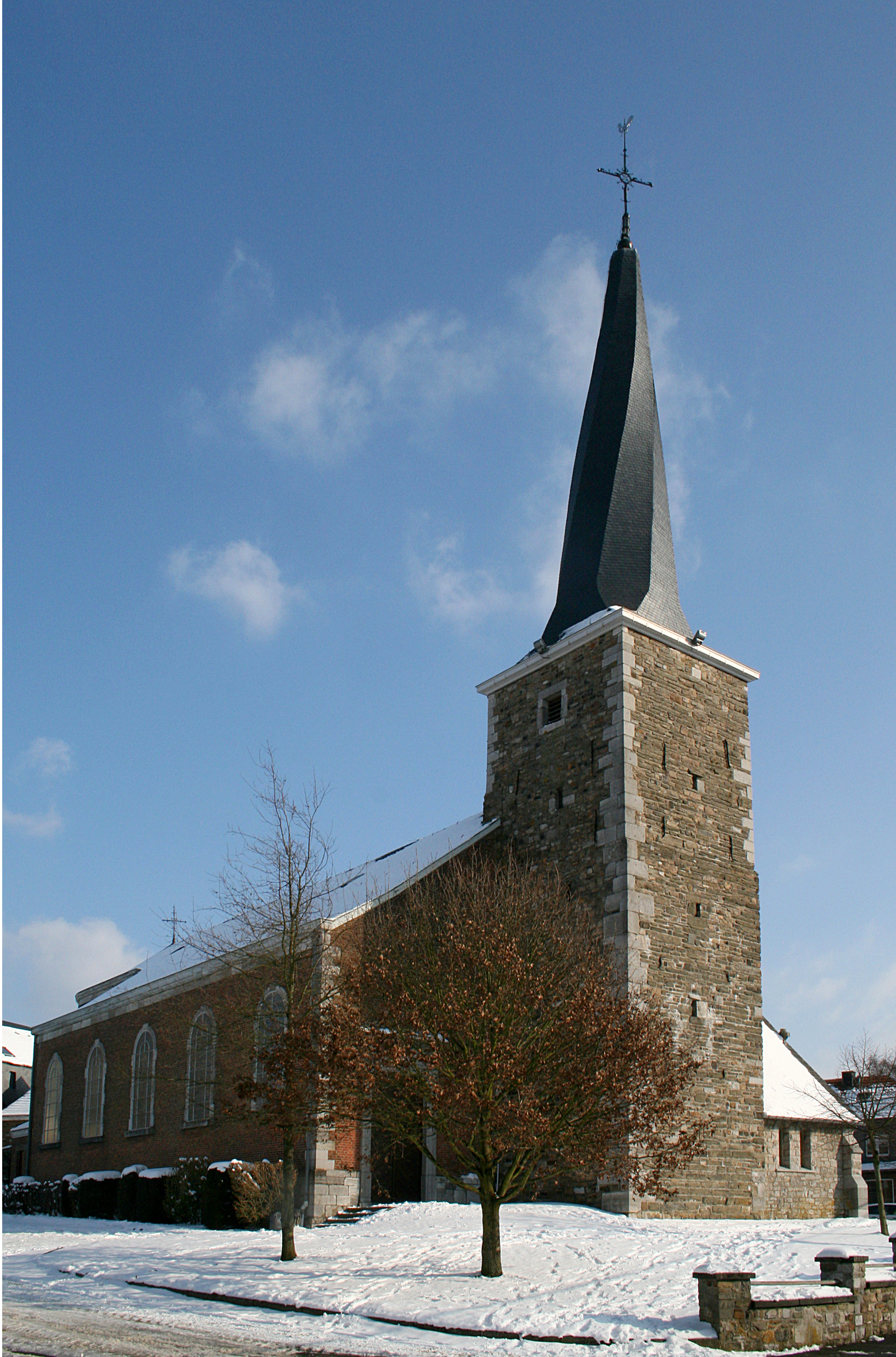
Jalhay, iglesia: Kirche Sankt Michel
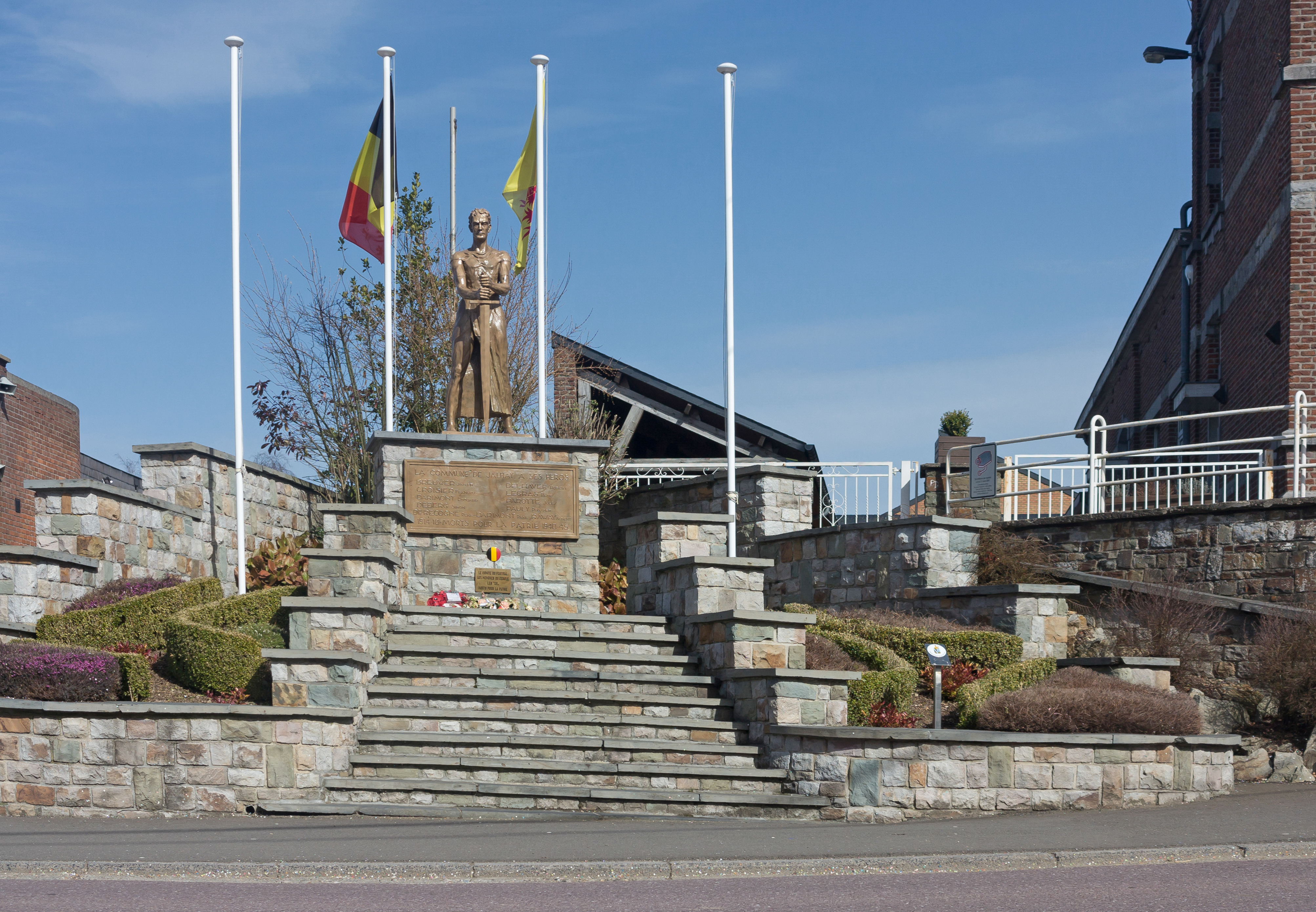
Jalhay, el monumento a los caídos
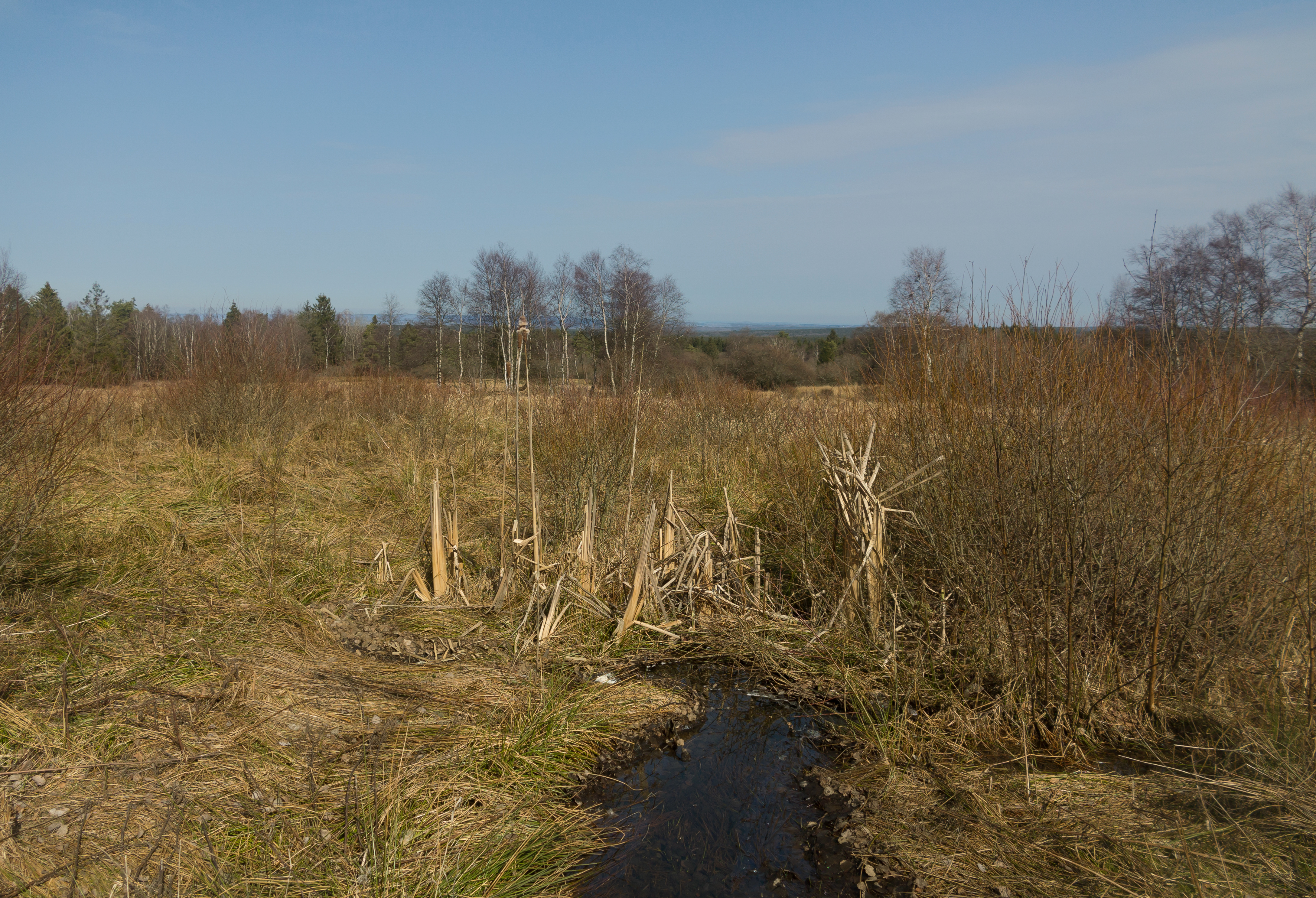
entre Belle Croix y Jalhay, páramo alto
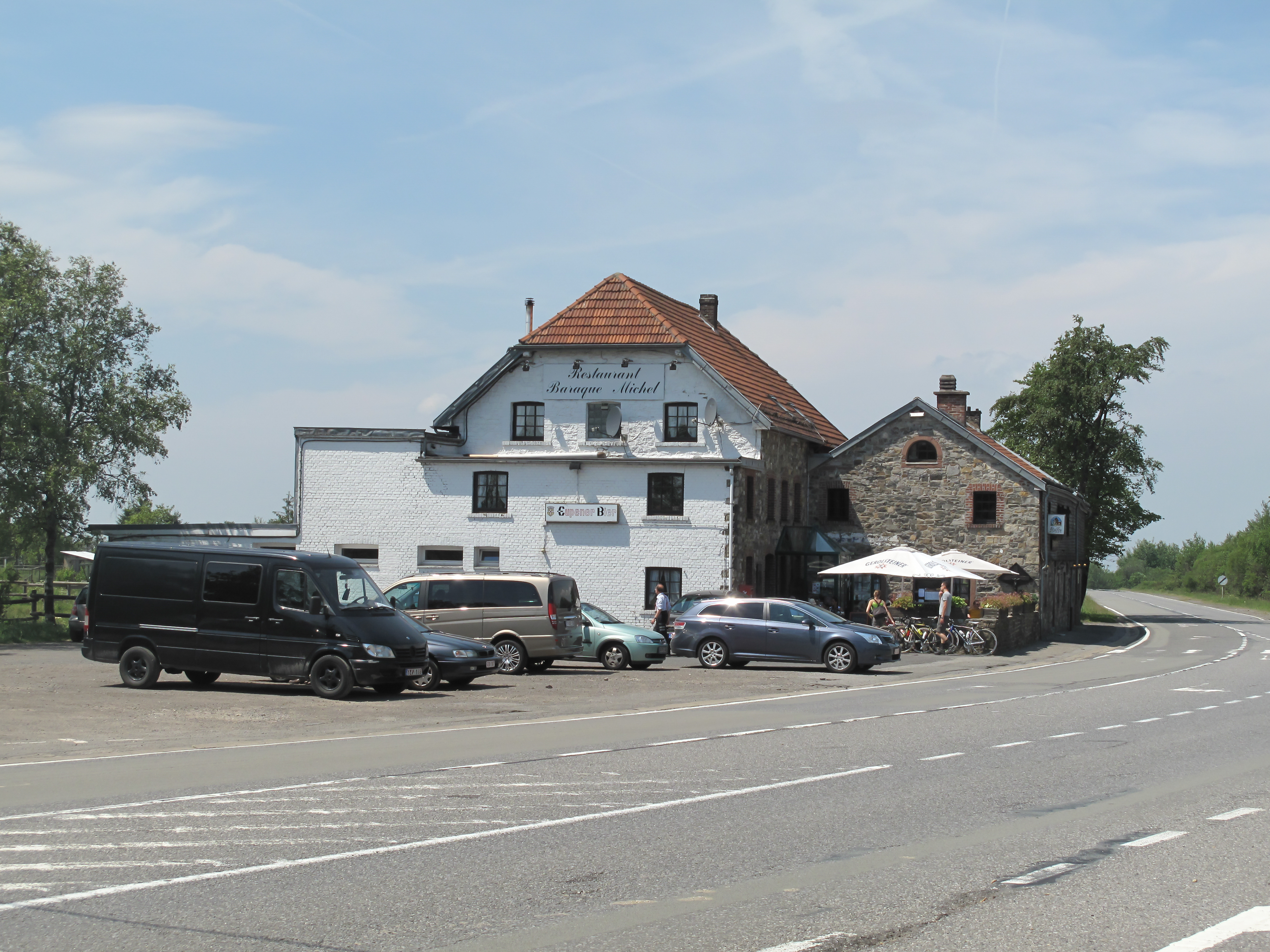
Baraque Michel, restaurante
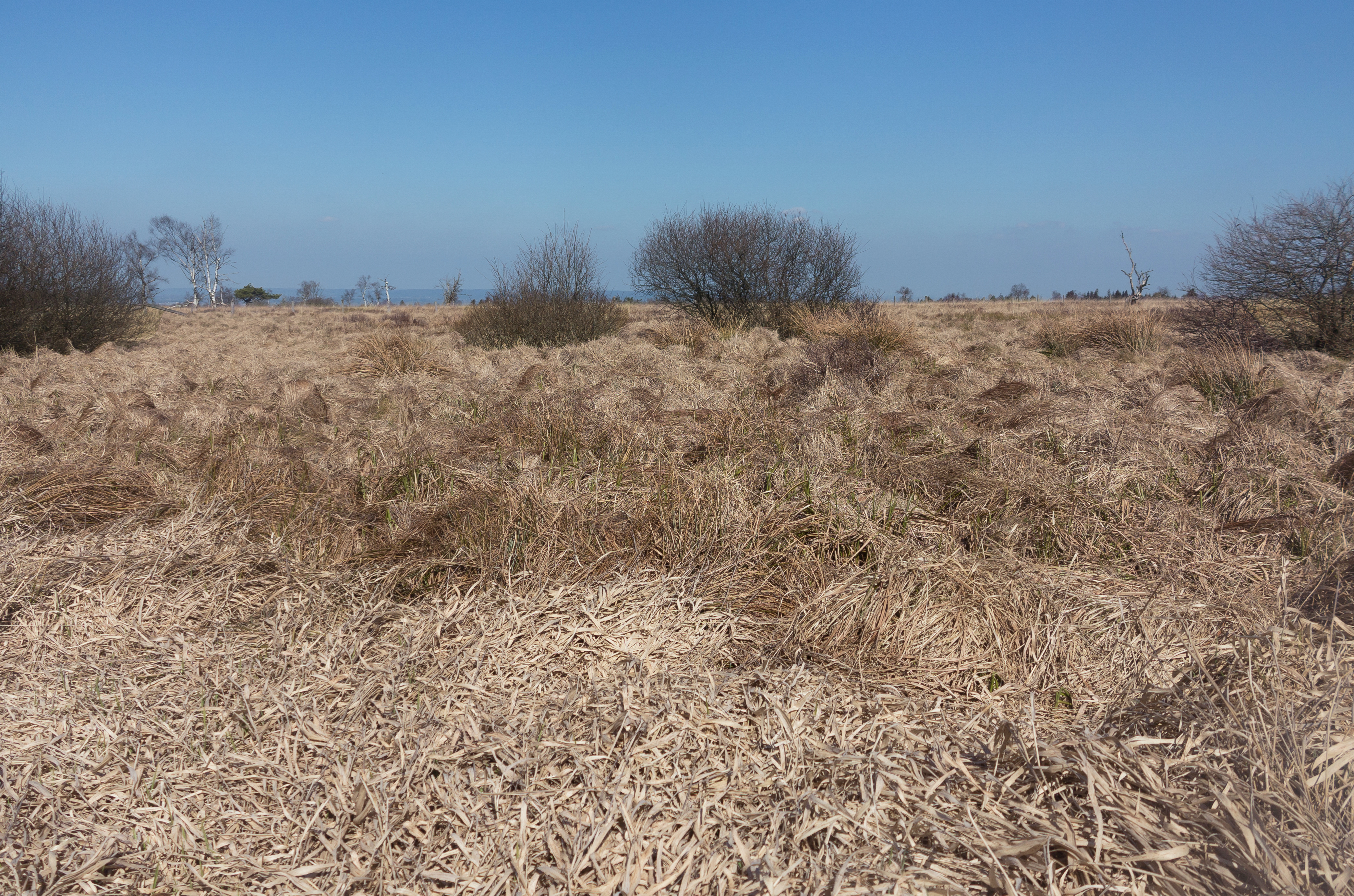
entre Belle Croix y Baraque Michel, páramo alto

## Demografía

### Evolución
Todos los datos históricos relativos al actual municipio, el siguiente gráfico refleja su evolución demográfica, incluyendo municipios después de efectuada la fusión el 1 de enero de 1977.
| Gráfica de evolución demográfica de Jalhay entre 1846 y 2019 |
|                                                              |